# 千田町 (福山市)
千田町（せんだちょう）は、広島県福山市の中央部から東部に広がる町。周囲を山と川に囲まれた地勢である。

## 地理
福山市中心部から約2キロメートル北方の地域。南北を蔵王山、天神山などの低い山々、西を芦田川が流れる。ため池が多く、東部の千塚池や北部の蓮池、中部に位置する丸池などが挙げられる。町域西端では芦田川が蛇行していて、その氾濫の影響を受けやすい。
千田・藪路・坂田の三つの大字と一つの小字からなる。北に横尾町・神辺町、西に北本庄、南に久松台・向陽町・平畑・緑陽町・奈良津町、東に蔵王町との境界線を持つ。

## 歴史
福山市街地へ延びる街道の急坂は大峠（おおたお）と呼ばれ、古くは出雲や石見などから福山城下へ向かう最後の難関地とされた。千田町は、この道と、山陽道が交わる交通の要衝であった。
1956年（昭和31年）9月30日深安郡千田村（1898年（明治31年）まで深津郡）が福山市との合併にあたり横尾町と分離、町への名称変更を受け発足。

### 宅地開発
町域南部はその後向陽町・久松台等宅地開発により分割され、更に市街近郊という便利さから町内の宅地化が進んだ。このため、2000年代に入り街区変更によって、1～4丁目が新設され、今に至っている。

## 経済
産業としては町北部の福山鉄工団地がある。国道313号沿線にはオンリーワン千田店・ローソン福山千田町三丁目店・ポプラ福山千田店・福山千田郵便局などがある。

## 文化
町内の教育機関には盈進中学校・高等学校と福山市立千田小学校がある。同小の卒業生は基本的に福山市立幸千中学校（御幸町）に進学する。
氏神として、千田八幡神社がある。

## 交通
町の中央を山陽自動車道が横断し、東隣の蔵王町に福山東インターチェンジがある。町域を走る国道は国道182号・国道313号がある。
町内の公共交通機関はJR福塩線（横尾駅、井原鉄道井原線の乗り入れもあり）と、中国バス・井笠バスの路線バス（千田バスストップなど）がある。

## 統計
- 人口:8128人（男3991人・女4137人）（2013年5月末日現在）
- 世帯数：3230世帯（2013年5月末日現在）[1]
- 郵便番号：720-××××
  - 千田町大字千田：720-0013
  - 千田町大字藪路：720-0014
  - 千田町大字坂田：720-0015
  - 千田町大字坂田北：720-0016
  - 千田町一～四丁目：720-0017